# Caproni Ca.30
Le Caproni Ca.30 était le prototype d'un bombardier lourd biplan bipoutre trimoteur italien qui resta à l'état de projet. Son premier dérivé le Ca.31 plus puissant vola en 1914. 
Du projet Ca.30 (appelé initialement projet « 260 ch » chez Caproni) est dérivé toute la famille des trimoteurs Caproni utilisés par les différentes armées aériennes sur tous les fronts du conflit lors de la Première Guerre mondiale.

## Histoire

### Les projets Ca.30 et Ca.31
Le premier projet de Giovanni Battista "Gianni" Caproni pour un biplan bombardier multimoteur remonte au premier semestre 1913, avant que l'entreprise qu'il avait fondée ne soit nationalisée à l'automne suivant. 
Cependant, Gianni Caproni est resté directeur de l'usine et a pu continuer à travailler sur cette grande machine, également grâce au soutien de Giulio Douhet, commandant du bataillon d'aviateurs et l'un des premiers théoriciens de la guerre aérienne.
Ce projet, identifié en interne comme étant le "260 ch", et plus tard désigné comme Ca.30, a introduit la configuration bipoutre avec un fuselage central court, adopté plus tard par le Ca.31 et ses nombreuses variantes.
Beaucoup plus avancée techniquement était la configuration à 3 moteurs, montés en tandem dans la nacelle. Le moteur arrière entrainait directement une hélice propulsive, comme dans les modèles ultérieurs. Les deux autres moteurs actionnaient par des transmissions à chaîne une hélice motrice de chaque côté, montée à l'endroit où les deux poutres de queue se rattachaient.
Malgré le soutien de Douhet, le projet a vu l'avis contraire du général Maurizio Mario Moris, inspecteur de l'armée de l'air. Pour réaliser un prototype Caproni dû donc attendre la seconde moitié de 1914, lorsque, malgré l'opinion négative de Moris, la construction du Ca.31 a commencé dans l'usine de Taliedo à proximité de l'actuel aéroport de Milan-Linate, Douhet en assumant la responsabilité.

### Le prototype Ca.31
Le Ca.31 était essentiellement une version simplifiée du Ca.30, dans laquelle les hélices de traction étaient entraînées directement par le moteur, installé sur l'aile, sur l'accouplement de la poutre de queue. Ce choix a permis une économie de coûts, de poids et de temps dans la réalisation de l'avion. L'empennage était monoplan et ses trois ailerons verticaux mobiles étaient installés au-dessus du stabilisateur horizontal.
Au-delà de la plus grande complexité de construction, l'installation de tous les moteurs dans le cockpit central aurait permis, en plus d'un avantage aérodynamique évident, également l'accès et la "maintenance" des moteurs en vol. Ce dernier aspect était considéré comme d'une certaine importance à l'aube de l'armée de l'air. Cette installation a également été testée par d'autres concepteurs d'avions multimoteurs pendant la Première Guerre mondiale. Parmi les aéronefs à utiliser cette configuration inhabituelle se trouve le triplan Morane-Saulnier TRK (en).
Le prototype était équipé de trois moteurs rotatifs Gnôme, les deux moteurs latéraux délivraient 80 ch (59 kW). Le moteur central de 100 ch (73 kW) est plus puissant. L'avion était fait de bois recouvert de toile, à l'exception des gouvernes à charpente métallique.
Il vola en octobre 1914, piloté par Emilio Pensuti (it). Le ministère de la Guerre avait été tenu dans l'ignorance, car il continuait d'être considéré dans les échelons supérieurs comme un projet « militairement inutile et techniquement défectueux ». Ce choix signifiait que Giulio Douhet, qui avait assumé la responsabilité du développement de l'avion, a été muté à un autre poste.
Et en effet, les vols d'essai confirmèrent que la puissance était insuffisante et que la configuration des moteurs était impraticable. Caproni a donc modifié l'avion, en conservant le moteur propulseur à son emplacement d'origine et en déplaçant les deux autres moteurs vers l'avant des poutres, entraînant directement les hélices.
Cependant, la valeur du projet frappa les dirigeants de la Société pour le développement de l'aviation en Italie (SSAI), qui commandèrent 12 unités de série pour cet organisme en cours de définition qui devait ensuite contribuer à établir une industrialisation aéronautique efficace dans le pays.
Parallèlement, une licence de production est accordée à la firme française Robert Esnault-Pelterie (REP), qui démarre la production en série avant mars 1915, date de son lancement en Italie.
Les spécimens de la série différaient du prototype pour les trois ailerons, de forme différente et de surface plus petite et pour le train d'atterrissage plus simple. Sur le train d'atterrissage, la paire de roues avant n'avait pas de mécanisme de direction. La motorisation était également différente, avec trois Fiat A.10 de 100 ch (73 kW) . En plus des difficultés bureaucratiques habituelles, la production a également été ralentie par le choix des moteurs.

## Variantes
Modèles de la série Ca.3x  :
- Caproni Ca.30 : Protoype resté à l'état de projet.
- Caproni Ca.32 : L'armée de l'air de l'armée italienne s'est intéressée à l'achat du Caproni de 300 ch ainsi doté de plus de puissance (plus tard connu sous le nom de Caproni Ca.32), mais que l'armée désignait par Ca.2. Au total 166 appareils ont été livrés entre août 1915 et décembre 1916.
- Caproni Ca.33 : Identique au Ca.32 mais avec trois moteurs refroidis par eau Isotta Fraschini V.4B de 150 ch. L'armée le désignait par Ca.3, comme ses dérivés :
  - Ca.34 et Ca.35 : Avec une nacelle centrale modifiée pour permettre aux pilotes d'être assis en tandem pour des raisons aérodynamiques. Pas de production.
  - Ca.36 avec des ailes facilement démontables afin d'économiser de la place à l'intérieur des hangars. Ca.36M ou Ca.36 mod (pour "modifié") - une variante plus légère et simplifiée entrée en production après la guerre. 153 ont été livrés entre 1923 et 1927, dont 144 à la nouvelle "Regia Aeronautica". Ca.36S - version de transport de blessés.
  - Ca.37 : Prototype monomoteur à deux places destiné à l'attaque au sol.
  - Ca.39 : Version hydravion. Pas de production.
  - Caproni. Ca.56a : Certains Ca.3 ont survécu à la guerre pour être reconstruits en de avions ligne, capables de transporter jusqu'à six passagers. Cette conversion est connue sous le nom de Ca.56 dans le schéma de nommage d'après-guerre de Caproni.

### Caractéristiques techniques
|                              | Caproni Ca.30       | Caproni Ca.31        | Caproni Ca.32        | Caproni Ca.33        |
| ---------------------------- | ------------------- | -------------------- | -------------------- | -------------------- |
| Identifiant initial Caproni  | 260 ch              | 300 ch               | 300 ch               | 300 ch               |
| Identifiant militaire (1914) |                     | Ca.1                 | Ca.2                 | Ca.3                 |
| Rôle                         | Bombardier          | Bombardier           | Bombardier lourd     | Bombardier lourd     |
| Date premier vol             |                     | Octobre 1914         | Octobre 1914         | 1916                 |
| Nombre construits            | Projet              | 1                    | 160                  |                      |
| Équipage                             | 4                   | 4                    | 4                    | 4                    |
| Envergure (m)                | 22,20               | 22,74                | 22,74                | 22,22                |
| Longueur (m)                 | 10,90               | 11,05                | 11,05                | 10,90                |
| Hauteur (m)                  | 3,70                | 3,70                 | 3,84                 | 3,70                 |
| Aire alaire (m²)             |                     | 95,60                | 96,54                | 95,60                |
| Moteur                       | Gnome               | Fiat A.10            | Fiat A.10            | Isotta-Fraschini V.4 |
| Type                         | Rotatif             | 6 cylindres en ligne | 6 cylindres en ligne | 6 cylindres en ligne |
| Cylindrée (litres)           |                     |                      |                      | 14,3                 |
| Refroidissement              | Air                 | Air                  | Air                  | Air                  |
| Nombre                       | 3                   | 3                    | 3                    | 3                    |
| Puissance unitaire (ch)      | 80                  | 100                  | 110                  | 150                  |
| Masse vide (kg)              | 3 810               | 3 302                | 3 000                | 2 300                |
| Masse en charge (kg)         |                     | 4 000                | 3 300                | 3 312                |
| Vitesse max. (km/h)          | 137                 | 120                  | 127                  | 140                  |
| Plafond (m)                  | 4 100               | 4 000                |                      | 4 100                |
| Armement                     | 2 à 4 mitrailleuses | 2 à 4 mitrailleuses  | 2 à 4 mitrailleuses  | 2 à 4 mitrailleuses  |
| Bombes (kg)                  | 453                 |                      | 350                  | 800                  |

## Utilisation opérationnelle
Le Ca.1 est entré en service dans le corps de l'armée de l'air (it) du royaume d'Italie au milieu de 1915 et a été engagé pour la première fois le 20 août 1915, dans une attaque de la base de l'aviation des troupes impériales et royales austro-hongroises d'Aisovizza/Aischowitz/Ajševica. 
Quinze escadrilles de bombardiers (squadriglia 1 à 15) ont finalement été équipés de bombardiers Ca.1, Ca.2 et Ca.3, attaquant principalement des cibles en Autriche-Hongrie . 
Le 12e escadron a opéré en Libye. 
En 1918, trois escadrons (3e, 14e et 15e) opèrent en France.   